# 흑점

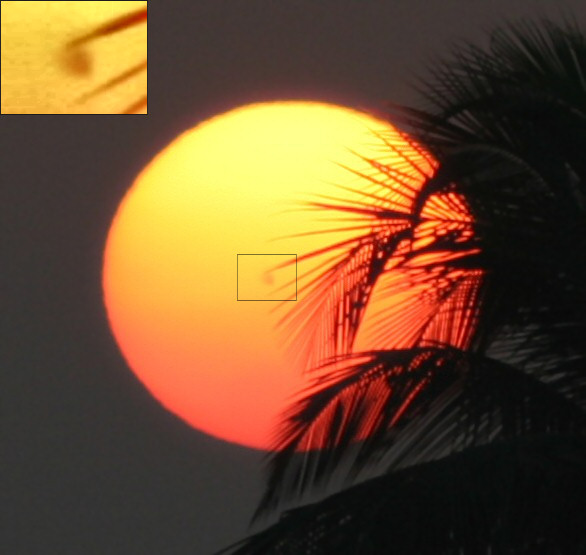
맨눈으로 본 태양의 흑점

흑점(黑點)은 태양의 광구에 존재하는 영역으로, 주변보다 낮은 온도를 지니면서 강한 자기 활동을 보이는 영역이다. 대류가 이루어지지 않기 때문에 상대적으로 낮은 표면 온도를 지니고 어둡게 보이게 된다. 즉, 흑점은 스스로도 약 4000~5000K 라는 고온에서 매우 밝은 빛을 발하지만, 주변의 6000K 정도의 온도에 비해서는 낮기 때문에 상대적으로 어두운 점으로 관측된다. 따라서 실제의 밝기는 어둡지 않으며, 만약 흑점 하나를 주변의 광구로부터 분리해서 밤하늘에 갖다 놓으면 달보다 밝을 것이다. 11년 주기의 태양 극소기는 2007년 말에 발생한 것으로 생각되며, 2008년에 새로운 Cycle 24가 시작될 것으로 생각된다. 흑점은 코로나 루프나 자기 재결합과 같은 강한 자기 활동과 연관되어 있다. 대부분의 태양 플레어나 코로나질량방출은 흑점군을 둘러싼 자기적으로 활동적인 영역에서 유발된다. 태양 이외의 항성에서 관측되는 유사한 현상은 항성흑점으로 불린다.
흑점의 수는 약 11년 주기로 불규칙한 주기로 오르락내리락한다.

## 개요
광구면에서는 흑점이라고 불리는, 주위에 비해서 어두운 반점이 발생했다 소멸했다 한다. 어둡다고 해도 4,000℃ 가량의 온도를 지니고 있다. 흑점은 띠같은 무늬의 반암부(半暗部)로 둘러싸여 있다. 흑점의 크기나 수명은 흑점에 따라 상당히 다른데, 크게 발달한 것은 육안으로도 보이며, 몇 주간의 수명을 지니고 있다. 작은 것에는 하루나 이틀이면 사라지는 것도 있다. 흑점은 단독인 것도 있으나 한 쌍 또는 더 복잡한 떼를 이루는 경우가 많다. 흑점의 출현율은 약 11년의 주기로 증감한다. 최근의 극소기(極小期)는 1964년이었으며, 극대기는 1969년경이었다(흑점의 양을 나타내는 개략적인 방법으로서 흑점 상대수라고 불리는 수가 오래전부터 사용되고 있다). 이 수는 어느 정도 태양의 활동도를 반영하고 있으며, 1600년경부터의 자료가 있으므로 현재도 태양활동을 나타내는 하나의 지수로서 사용되고 있다. 대부분의 흑점은 태양의 위도 10°와 30°사이에서 출몰하며, 40°를 넘는 것은 드물다. 흑점의 극소기를 지나 다음 주기의 초에 출현하는 흑점은 고위도에서 발생하며, 그 주기가 진행함에 따라 출현율이 저위도로 이동해 간다. 최근의 몇 주기에 걸쳐 북반구에서 출현하는 율이 남반구에 비해서 크다. 최근의 관측에 의하면, 큰 흑점이 출현하는 장소는 태양의 한정된 경도(태양에 고정된 경도)에 집중되어 있다. 이 장소는 2∼3년에 걸치며 일정하다. 흑점에는 강한 자장(磁場)이 있는데, 4,000가우스에 이르는 것도 있다. 흑점군은 보통 플러스(+) 및 마이너스(-)의 자극(磁極)을 가진 흑점이 동·서에 쌍을 이루어 쌍극(雙極：한쪽이 플러스이고 한쪽이 마이너스임)이 되어 있으나, 플러스·마이너스의 것이 복잡하게 뒤섞여 있는 경우도 있다. 또 단극(單極)인 경우도 있다. 흑점의 자장을 더 자세히 관측하면, 미세구조를 가지고 있어, 평균이 4,000가우스이지만, 강한 곳은 그 2배에 이르는 곳도 있다. 흑점이 주위보다 온도가 낮은 이유는, 태양의 내부로부터 열을 광구면으로 운반해 오는 대류(對流)가 자장(磁場) 때문에 차단되기 때문이라고 생각되고 있다. 흑점자장이 어떻게 발생하는가에 대해서는 여러 가지 설이 있어 논쟁의 대상이 되고 있지만, 여하튼 흑점자장은 광구보다 내부에서 발생하며, 이것이 떠올라서 광구상에 모습을 나타내고, 그 후 가라앉는 것으로 생각된다. 흑점을 둘러싸는 반암부(半暗部)에는 마치 자력선(磁力線)을 나타내고 있는 것 같은 띠처럼 생긴 무늬가 보인다. 이 반암부를 통해서 가스가 흑점의 중심부로부터 광구를 따라 바깥쪽을 향해서 흘러나오고 있다. 이 현상을 발견자의 이름을 따서 '에바세드 효과'라고 부른다.

## 발생(흑점 폭발)
- 1859년 9월 1일 극히 강력한 태양 플레어가 지구를 향해 방출되었다. 통신 간섭이 일어났고, 아바나, 하와이나 로마 등의 남쪽 지역에서도 관측 가능한 북극권 오로라를 유발하였다.
- 2003년 11월 4일 17시 29분(UTC) 인공위성에 의해 관측된 가장 강력한 플레어는 시작한 것으로, 11분간 인공위성을 포화시켰다. 홀로그램과 가시 관측에 따르면, 태양의 이면에서도 현상이 계속된 것으로 나타났다.
- 2014년 2월 25일 오전 9시 45분 3단계 태양흑점 폭발 현상이 발생했다.[3]

## 물리
비록 흑점 발생의 세부사항은 아직 연구의 대상이지만 분명히 흑점은 차등회전에 의해 시작된 태양의 대류층 안의 자기 플럭스 튜브의 가시적인 카운터파트이다. 만약 플럭스 투브 위의 압력이 특정 한계에 도달하면 그들은 고무 밴드와 같이 말아올라가고 태양 표면을 뚫는다. 펑크점에서 대류는 막히고 태양 내부에서 나오는 에너지 흐름은 감소하며 그에 따라 표면 온도도 떨어진다. 윌슨 효과는 우리에게 흑점이 실제로는 태양 표면위의 저기압(depression)이라고 말해 준다.
쉽게 설명하자면 태양의 자전속도가 빨라지면서 태양의 자기장이 영향을 받아, 꼬이고 엉키면서 한 지점에서 집중적으로 자기장이 강한 부분이 생겨나게 되고, 강한 자기장으로 인해 태양의 대류가 지체가 되고 온도가 낮아지면서 흑점이 생겨나는 것이다.

## 같이 보기
- 전파의 전파
- 태양활동주기
- 우주 기후
- 울프수

## 참조
1. ↑  “Sunspots”. NASA. 1998년 4월 1일. 2013년 4월 3일에 원본 문서에서 보존된 문서. 2013년 2월 22일에 확인함.
2. ↑  “Solar Cycle Progression”. 《www.swpc.noaa.gov》. 2012년 6월 4일에 원본 문서에서 보존된 문서. 2008년 1월 2일에 확인함.
3. ↑  “태양 흑점 폭발로 단파통신 방해 받아…미래창조과학부 "주의 단계 발령"”. 《MBN》. 2014년 2월 26일. 2014년 2월 26일에 원본 문서에서 보존된 문서. 2014년 2월 26일에 확인함.